# Crkva sv. Filipa i Jakova u Napulju
Crkva sv. Filipa i Jakova (tal. Santi Filippo e Giacomo) je rimokatolička crkva renesansnog stila u Napulju, Italija, smještena na Via San Biagio dei Librai, u blizini crkava San Biagio Maggiore i Santa Luciella (it).
Godine 1593. crkvu su dali sagraditi lokalni trgovci i trgovci u zoni. Crkva kakvu danas vidimo rezultat je rekonstrukcije Gennara Pape iz 1758. godine. Konkavno/konveksno pročelje podsjeća na Borrominijev stil; a u nišama na najvišoj razini nalaze se kipovi Religije i vjere Giuseppea Picana, dok se na nižoj razini nalaze kipovi svetog Filipa i svetog Jakova Giuseppea Sanmartina. Pločnik je dizajnirao Giuseppe Massa, a krstionice za svetu vodu Domenico Antonio Vaccaro.
Freske u koru, lađi i zidovima dovršio je Jacopo Cestaro. Naslikao je i evanđeliste na kupoli te sv. Filipa i Jakova u prezbiteriju.

## Vanjske poveznice
|  | Zajednički poslužitelj ima još gradiva o temi Crkva sv. Filipa i Jakova u Napulju |